# Лоло (футболист)
Мануэль Коронадо Пла (исп. Manuel Coronado Plá; 7 апреля 1993, Мерида, Испания) — испанский футболист, полузащитник клуба «Эльче».

## Биография
Этот полузащитник с юношеского возраста занимался в составе клуба «Реал Вальядолид». В 2011 году Мануэль впервые поставил свою подпись под профессиональным контрактом, когда перешёл из юношеской команды в состав «Реал Вальядолида Б». В сезоне 2012/13 Ла лиги Коронадо Пла оказался в заявке «Реал Вальядолида Б», хотя молодого игрока в официальных матчах тренерский штаб практически не использовал.